# Sulfonates d'alkylbenzène
 (juin 2022).
La mise en forme du texte ne suit pas les recommandations de Wikipédia : il faut le « wikifier ».
Les points d'amélioration suivants sont les cas les plus fréquents. Le détail des points à revoir est peut-être précisé sur la page de discussion.
- Les titres sont pré-formatés par le logiciel. Ils ne sont ni en capitales, ni en gras.
- Le texte ne doit pas être écrit en capitales (les noms de famille non plus), ni en gras, ni en italique, ni en « petit »…
- Le gras n'est utilisé que pour surligner le titre de l'article dans l'introduction, une seule fois.
- L'italique est rarement utilisé : mots en langue étrangère, titres d'œuvres, noms de bateaux, etc.
- Les citations ne sont pas en italique mais en corps de texte normal. Elles sont entourées par des guillemets français : « et ».
- Les listes à puces sont à éviter, des paragraphes rédigés étant largement préférés. Les tableaux sont à réserver à la présentation de données structurées (résultats, etc.).
- Les appels de note de bas de page (petits chiffres en exposant, introduits par l'outil «  Source ») sont à placer entre la fin de phrase et le point final[comme ça].
- Les liens internes (vers d'autres articles de Wikipédia) sont à choisir avec parcimonie. Créez des liens vers des articles approfondissant le sujet. Les termes génériques sans rapport avec le sujet sont à éviter, ainsi que les répétitions de liens vers un même terme.
- Les liens externes sont à placer uniquement dans une section « Liens externes », à la fin de l'article. Ces liens sont à choisir avec parcimonie suivant les règles définies. Si un lien sert de source à l'article, son insertion dans le texte est à faire par les notes de bas de page.
- La présentation des références doit suivre les conventions bibliographiques. Il est recommandé d'utiliser les modèles {{Ouvrage}}, {{Chapitre}}, {{Article}}, {{Lien web}} et/ou {{Bibliographie}}. Le mode d'édition visuel peut mettre en forme automatiquement les références.
- Insérer une infobox (cadre d'informations à droite) n'est pas obligatoire pour parachever la mise en page.

Pour une aide détaillée, merci de consulter Aide:Wikification.
Si vous pensez que ces points ont été résolus, vous pouvez retirer ce bandeau et améliorer la mise en forme d'un autre article.

La structure générale des dodécylbenzènesulfonates de sodium, exemples importants de sulfonates d'alkylbenzène

Les sulfonates d'alkylbenzène sont une classe de tensioactifs anioniques, constitués d'un groupe de tête hydrophile de sulfonate et d'un groupe de queue hydrophobe d'alkylbenzène. Avec le laureth sulfate de sodium, ils font partie des détergents de synthèse les plus anciens et les plus utilisés et se retrouvent dans de nombreux produits d'hygiène corporelle (savons, shampoings, dentifrices...) et d'entretien ménager (lessive, liquide vaisselle, spray). nettoyant etc ). Ils ont été introduits pour la première fois dans les années 1930 sous la forme d'alkylbenzène sulfonates ramifiés (BAS). Cependant, à la suite de préoccupations environnementales, ils ont été remplacés par des sulfonates d'alkylbenzène linéaires (LAS) dans les années 1960. Depuis lors, la production a considérablement augmenté, passant d'environ un million de tonnes en 1980 à environ 3,5 millions de tonnes en 2016, ce qui en fait le tensioactif anionique le plus produit après les savons.[réf. nécessaire]

## Sulfonates d'alkylbenzène ramifiés
Les sulfonates d'alkylbenzène ramifiés (BAS) ont été introduits pour la première fois au début des années 1930 et ont connu une croissance significative à partir de la fin des années 1940, dans la littérature récente, ces détergents synthétiques sont souvent abrégés en syndets. Ils ont été préparés par l'alkylation de Friedel-Crafts du benzène avec du «tétramère de propylène» (également appelé tétrapropylène) suivie d'une sulfonation . Le tétramère de propylène étant un terme large pour un mélange de composés formés par l'oligomérisation du propène, son utilisation a donné un mélange de structures hautement ramifiées.
Comparé aux savons traditionnels, le BAS offrait une tolérance supérieure à l'eau dure et un meilleur moussage. Cependant, la queue très ramifiée la rend difficile à biodégrader. Le BAS a été largement blâmé pour la formation de grandes étendues de mousse stable dans les zones d'évacuation des eaux usées telles que les lacs, les rivières et les zones côtières (écumes de mer), ainsi que pour les problèmes de moussage rencontrés dans le traitement des eaux usées et la contamination de l'eau potable. En tant que tel, le BAS a été progressivement supprimé de la plupart des produits détergents au cours des années 1960, remplacé par des sulfonates d'alkylbenzène linéaires (LAS). Il est encore important dans certaines applications agrochimiques et industrielles, où la biodégradabilité rapide est d'importance réduite.

## Sulfonates d'alkylbenzène linéaires

Un exemple de sulfonate d'alkylbenzène linéaire (LAS)

Les alkylbenzène sulfonates linéaires (LAS) sont préparés industriellement par sulfonation d' alkylbenzènes linéaires (LAB), qui peuvent eux-mêmes être préparés de plusieurs manières. Dans la méthode la plus courante, le benzène est alkylé par des monoalcènes à longue chaîne (par exemple le dodécène) en utilisant du fluorure d'hydrogène comme catalyseur. Les dodécylbenzènes purifiés (et dérivés apparentés) sont ensuite sulfonés avec du trioxyde de soufre pour donner l'acide sulfonique. L'acide sulfonique est ensuite neutralisé avec de la soude. Le terme "linéaire" fait référence aux alcènes de départ plutôt qu'au produit final, les produits d'addition parfaitement linéaires ne sont pas vus, conformément à la règle de Markovnikov. Ainsi, l'alkylation des alcènes linéaires, voire des 1-alcènes comme le 1-dodécène, donne plusieurs isomères du phényldodécane.

## Structurer les relations de propriété
Dans des conditions idéales, le pouvoir nettoyant du BAS et du LAS est très similaire, mais le LAS fonctionne légèrement mieux dans des conditions d'utilisation normales, car il est moins affecté par l'eau dure. Au sein du LAS lui-même, la détergence des différents isomères est assez similaire,, cependant leurs propriétés physiques (point de Krafft, moussage, etc.) sont sensiblement différentes,. En particulier, le point de Krafft du produit à haute teneur en 2-phényle (c'est-à-dire l'isomère le moins ramifié) reste inférieur à 0 °C jusqu'à 25 % LAS alors que le point de trouble bas du 2-phényle est d'environ 15 °C. Ce comportement est souvent exploité par les producteurs pour créer des produits clairs ou troubles.

## Effets environnementaux
La biodégradabilité des sulfonates d'alkylbenzène a été bien étudiée,,, et est affectée par l' isomérisation, dans ce cas, la ramification. Le sel du matériau linéaire a une LD50 de 2,3 mg/litre pour le poisson, environ quatre fois plus toxique que le composé ramifié. Cependant, le composé linéaire se biodégrade beaucoup plus rapidement, ce qui en fait le choix le plus sûr à long terme. Il se biodégrade rapidement dans des conditions d'aérobie avec une demi-vie d'environ 1 à 3 semaines. La dégradation oxydative commence au niveau de la chaîne alkyle. Dans des conditions anaérobiques, il se dégrade très lentement ou pas du tout, ce qui le fait exister à des concentrations élevées dans les boues d'épuration, mais cela n'est pas considéré comme une source de préoccupation, car il se dégradera rapidement une fois renvoyé dans un environnement oxygéné.